# Johannes Cremerius
Johannes Cremerius (Moers, 16 maggio 1918 – Friburgo in Brisgovia, 15 marzo 2002) è stato uno psichiatra e psicoanalista tedesco.

## Biografia
Membro della Società Psicoanalitica Tedesca, di cui fu anche vice-presidente, e socio onorario dell'Associazione Studi Psicoanalitici, è considerato uno dei più importanti psicoanalisti della psicoanalisi europea.
Nacque in Renania, ma si riteneva italo-tedesco definendo l'Italia "sua seconda patria" in virtù dei costanti viaggi e soggiorni, sia nel periodo degli studi universitari che come psicoanalista, docente e supervisore.
Studiò medicina in Italia, nel Collegio Ghislieri di Pavia e nel 1939 allo
scoppio della guerra fu chiamato in Germania e arruolato nella sanità militare destinato al fronte orientale dal quale scampò, con pochi altri, al
naufragio di una nave che rimpatriava feriti, silurata nello stretto di Skagerrak.
Finita la guerra si specializzò in medicina interna, psichiatria e
psicosomatica, ed abbracciò la psicoanalisi.
Si trasferì negli Stati Uniti nel 1950 e vi conobbe famosi psicoanalisti come Karen Horney, Helene Deutsch, Franz Alexander, Ernst Kris, Rudolf Loewenstein e Sándor Radó. In quel periodo prese contatto con la fondazione Rockefeller dalla quale ottenne un ingente contributo per l'apertura di un reparto di psicosomatica nel policlinico di Monaco di Baviera, ove svolse, tra l'altro, importanti ricerche di psicodinamica su pazienti affetti da diabete.
Per tali meriti nel 1958 ottenne una cattedra nell'Università di Gießen e dal 1962 fu docente di Psicosomatica a Friburgo.
La sua impostazione psicoanalitica e la sua riflessione critica si radicano profondamente nella psicoanalisi freudiana, ma la sua pratica ed il suo pensiero furono significativamente influenzati anche da Ferenczi, Abraham (di cui curò l’edizione Bollati Boringhieri in Italia), A. Freud e Balint.
Per tutta la vita Cremerius fu un intransigente, sempre impegnato a promuovere lo spirito critico e le istanze democratiche dei giovani intellettuali della Scuola di Francoforte. Il tema della libertà e del pensiero critico è centrale nell’atteggiamento personale di Cremerius, manifestando (in modo coraggioso per quel tempo) le proprie divergenze anche rispetto all’istituzione psicoanalitica, specie quando questa si fonda prevalentemente sulla politica di potere, orientata all’indottrinamento degli allievi e degli analisti tramite l’analisi didattica che, per Cremerius, rappresenta spesso una contraddizione oltre che un rischio per la crescita della persona.
Nel 1966 incontra in Italia Gaetano Benedetti e successivamente Pier Francesco Galli, fondatore della rivista "Psicoterapia e scienze umane" con la quale collabora con diversi suoi scritti. Il suo pensiero trova poi espressione, dialogo e confronto nell’Associazione Studi Psicoanalitici, pubblicando sulla rivista “Setting” i suoi lavori il cui complesso costituisce un corpus che spazia tra estetica, storia, sociologia, educazione, critica letteraria, teoria e tecnica della psicoanalisi e formazione degli analisti. In questo stesso periodo, sempre insieme a Gaetano Benedetti, dà vita all’Istituto di Psicoanalisi di Milano che, raggruppando gli interessi clinici e scientifici di molti psicoterapeuti e psicoanalisti italiani, trova forma organizzativa e ufficiale nella Scuola di Psicoterapia Psicoanalitica (SPP) e nell’Associazione Studi Psicoanalitici (ASP) Archiviato il 26 gennaio 2018 in Internet Archive., divenendo insieme al Centro Milanese di Psicoanalisi e al Gruppo Milanese per lo Sviluppo della Psicoterapia (poi Psicoterapia e Scienze Umane) un punto di riferimento per la clinica e la formazione psicoterapeutica e psicoanalitica dell’Italia settentrionale.
Tra le sue opere tradotte in Italia, Psicosomatica clinica (1981), Il mestiere dell'analista (1985), Limiti e possibilità della tecnica psicoanalitica (1991), Il futuro della psicoanalisi. Resoconti e problemi di psicoterapia (2000).
| Controllo di autorità | VIAF (EN) 34472668 · ISNI (EN) 0000 0000 8370 9613 · SBN RAVV005280 · LCCN (EN) n80110037 · GND (DE) 116725656 · BNF (FR) cb12034144x (data) · J9U (EN, HE) 987007437868905171 |